# Grifola colensoi
Grifola colensoi är en svampart som först beskrevs av Miles Joseph Berkeley, och fick sitt nu gällande namn av Gordon Herriot Cunningham 1965. Grifola colensoi ingår i släktet Grifola och familjen Meripilaceae.   Inga underarter finns listade i Catalogue of Life.